# 박준형 (성우)
박준형(1993년 7월 21일 ~ )은 대한민국의 성우로, 2021년 대원방송 성우극회 공채 12기로 입사했다. 배우자는 같은 소속의 성우인 손선영이다.

## 주요 작품

### 애니메이션
2022년
- 보틀맨 DX - 남우혁
- 신 도라에몽 18기
- 디지몬 어드벤처: - 우가몬, 리벨리몬, 다크티라노몬, 미나의 아버지, 베이더몬, 고부리몬, 가비지몬, 반쵸마메몬, 아르고몬(성숙기), 파스코몬
- 반요 야샤히메 2기 - 쥬리안, 요괴 1, 너구리 1 외 각종 단역
- 블리치 천년혈전 편 - 그림죠 재거잭, 사사키베 쵸지로 타다오키, 우키타케 쥬시로, 카죠마루 히데토모
- 트로피컬 루즈! 프리큐어
- 유희왕 SEVENS - 브라운, 하유로, 기태수, 제타
- 쾌걸 근육맨 2세(재더빙) - 테리 더 키드, 젊은시절의 선샤인, 호카우도, 클로에, 랍스터, 개굴개굴맨
- 게게게의 키타로 6기 - 무명한필, 소마, 이누야마 유이치, 단자부로, 백산호
- 나의 히어로 아카데미아 6기 - 갈비, 니어 하이엔드, 3대 계승자, 엑스리스, 대사1 외 각종 단역
- 로미오의 푸른 하늘 - 타키오니, 로베르토, 마테오, 체르비오
- 시골소녀 폴리아나 - 톰 외 각종 단역
- 카드파이트!! 뱅가드 will+Dress - 하자마 마치루

2023년
- 호빵맨 - 감자 남작, 빨대박쥐, 방울놀이맨 등 각종 단역
- 나와 로보코 - 고릴라, 윤지우, 블랙골
- 팬더와 친구들의 모험 - 단원
- 꼬마마법사 레미(재더빙) - 메이 아빠, 한별, 권은오, 교장선생님, 나무, 우빈, 허정우, 거북이, 홍장우, 동호 아빠
- 블리치 천년혈전 편 : 결별담 - 아이카와 라부, 빙륜환, 우키타케 쥬시로, 도르도니 알렉산드로 델소캇치오
- 유희왕 고 러시!! - 즈위죠 질 벨갸
- 키테레츠 대백과(재더빙) - 한웅팔

2024년
- 건담 빌드 파이터즈 GM의 역습 - E
- 윈브레 -WINBRE- - 히이라기 토마

### 극장용 애니메이션
- 그대들은 어떻게 살 것인가 - 늙은 펠리컨
- 극장판 실바니안 패밀리: 프레야의 선물 - 브루스 허스키
- 도라에몽 극장판 시리즈
- 극장판 도라에몽: 진구의 우주소전쟁 2021
- 극장판 도라에몽: 진구와 하늘의 유토피아 - 폴리
- 세계명작극장 극장판 시리즈
- 극장판 소공녀 세라 - 와일드
- 극장판 안녕 앤 - 허드슨, 마이저
- 극장판 엄마찾아 삼만리 - 죠반니, 라몬
- 극장판 키다리 아저씨 - 지미
- 극장판 톰 소여의 모험 - 길
- 극장판 플랜더스의 개 - 한스[2]

### 특촬물
- 가면라이더 시리즈
- 가면라이더 세이버 - 진철웅 / 가면라이더 슬래시, 도훈 아빠, 베짱이 메기도, 현신 쿠온 / 로드 오브 와이즈 쿠온, 바이스 / 가면라이더 바이스(선행 등장)
- 극장판 가면라이더: 세이버X젠카이저 슈퍼 히어로 전기 - 진철웅 / 가면라이더 슬래시, 가면라이더 바이스(선행 등장)
- 가면라이더 리바이스 - 바이스 / 가면라이더 바이스 / 가면라이더 잭 리바이스 / 가면라이더 리바이스, 박준형
- 가면라이더 기츠 - 디자그랑 오퍼레이터 나레이션, 신성광 / 가면라이더 가고
- 아머드 사우루스 - 형석, 카니쟈, 용후 아빠
- 슈퍼전대 시리즈
- 극장판 파워레인저 캡틴포스: 지구를 위한 싸움 - 아그라도스 / 김남식
- 파워레인저 돈브라더즈 - 노장기 / 핑크 페잔트 / 페잔트 브라더 로보타로 / 격주귀 / 태양귀 / 백수귀 / 백수킹, 바이스 / 가면라이더 바이스(선행 등장)
- 도겐져스 - 샤베리멘, 슈라오마루